# Justicia minima
Justicia minima är en akantusväxtart som beskrevs av Adrianus Dirk Jacob Meeuse. Justicia minima ingår i släktet Justicia och familjen akantusväxter. Inga underarter finns listade i Catalogue of Life.